# Knyszyn
Knyszyn (lituaniană Knišinas) este un oraș în Polonia.